# Ezi Magbegor
Eziyoda „Ezi” Magbegor  (ur. 13 sierpnia 1999 w Wellington) – australijska koszykarka występująca na pozycji środkowej, reprezentantka kraju, olimpijka, obecnie zawodniczka Seattle Storm, w WNBA.

## Osiągnięcia
Stan na 18 sierpnia 2024, na podstawie, o ile nie zaznaczono inaczej.

### WNBA
- Mistrzyni WNBA (2020)[3]
- Zdobywczyni pucharu – WNBA Commissioner's Cup (2021)[4]

### Inne drużynowe
- Mistrzyni Australii (2022 – WNBL)

### Inne indywidualne
- Młodzieżowa zawodniczka roku WNBL (Betty Watson Youth Player of the Year – 2018, 2020, 2022)
- Zaliczona do:
  - I składu WNBL (2022)
  - II składu WNBL (2020)

### Reprezentacja
Seniorska
- Mistrzyni Igrzysk Wspólnoty Narodów (2018)
- Wicemistrzyni świata (2018)
- Brązowa medalistka:
  - olimpijska (2024)[5]
  - mistrzostw Azji (2019)
- Uczestniczka igrzysk olimpijskich (2020 – 8. miejsce[a], 2024)
- Zaliczona do II składu igrzysk olimpijskich (2024)[7]

Młodzieżowe
- Mistrzyni:
  - uniwersjady (2019)
  - świata U–17 (2016)[8]
  - Oceanii:
    - U–18 (2016)
    - U–16 (2015)
- Brązowa medalistka:
  - olimpijska (2024)[9]
  - mistrzostw świata U–19 (2015)
- Uczestniczka mistrzostw świata U–19 (2015, 2017 – 6. miejsce)
- MVP mistrzostw świata U–17 (2016)[8]
- Zaliczona do I składu mistrzostw świata U–17 (2016)[8]